# Kuszetka

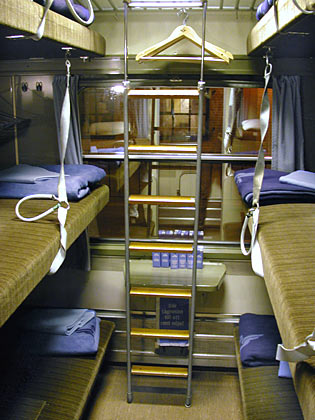
Wnętrze typowego europejskiego przedziału kuszetkowego z rozłożonymi miejscami do leżenia.

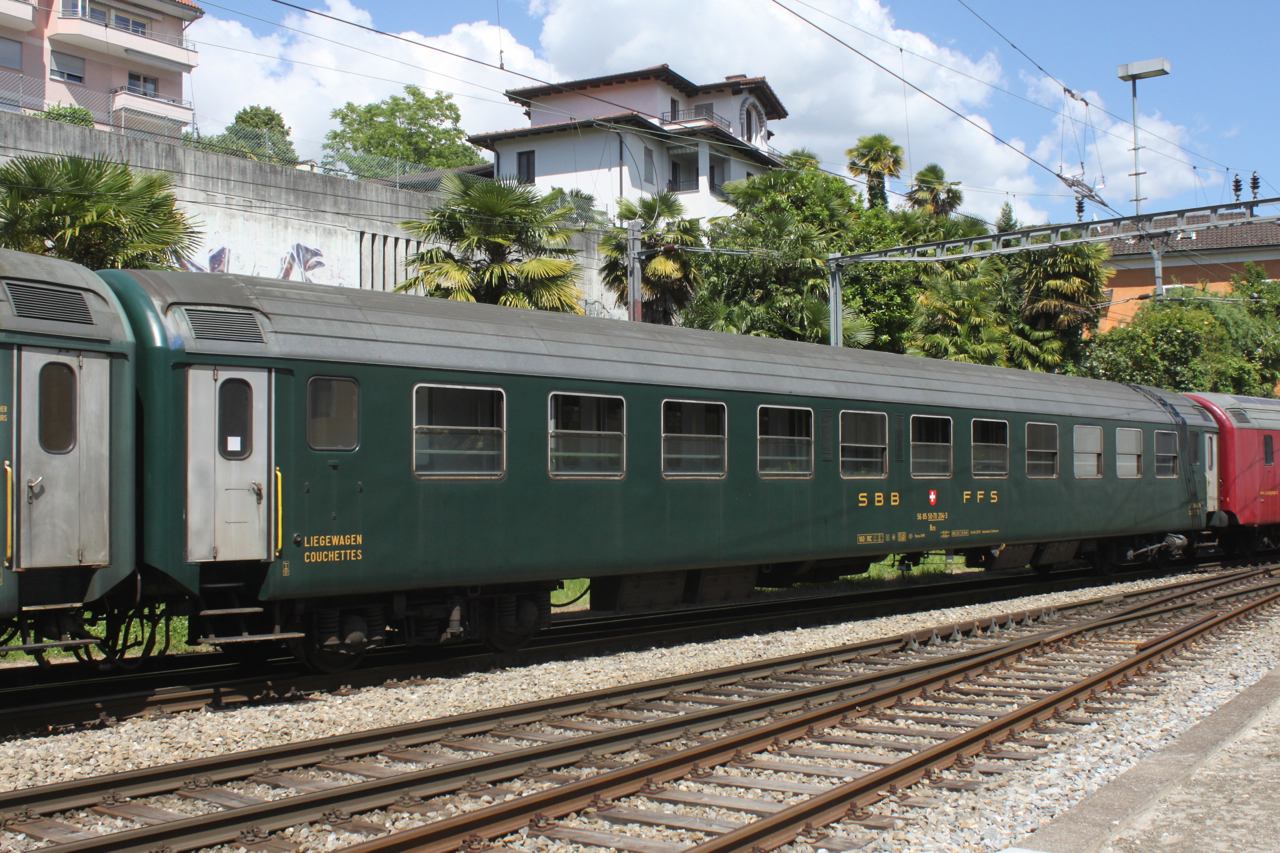
Kuszetka kolei szwajcarskich

Kuszetka (z fr. coucher – położyć się spać) – do XIX wieku niewielka kanapa, rodzaj leżanki. Wagon kolejowy z miejscami do leżenia, mniej komfortowa odmiana wagonu sypialnego, różniąca się od tego ostatniego miejscami do leżenia przeznaczonymi zasadniczo do korzystania z nich jedynie w porze snu, a w dzień składanymi, aby przedział kolejowy spełniał rolę zwykłego przedziału pasażerskiego z miejscami do siedzenia.
Na polskich kolejach występują kuszetki należące do PKP Intercity, a obsługiwane przez spółkę WARS. Przedziały w kuszetkach mają z reguły 6 miejsc leżących, lecz w zależności od potrzeb układ leżanek może być zmieniony tak, że przedział staje się 4-osobowy (z wyższą ceną miejscówki). Przedziały 4-osobowe nie są dostępne we wszystkich kuszetkach, a poza tym podróżni nie wiedzą często o takiej opcji i rzadko z niej korzystają.
Kuszetki kursują na dalekobieżnych trasach obsługiwanych w porze nocnej oraz w pociągach międzynarodowych. PKP Intercity wykorzystuje wagony sypialne (głównie WLAB10ouz i WLAB10ou) jako kuszetki 3-osobowe.
Na przejazd w kuszetce oprócz biletu 2. klasy na żądaną trasę według taryfy pospiesznej PKP Intercity należy nabyć w kasie bilet dodatkowy na miejsce do leżenia (najpóźniej 2 godziny przed odjazdem pociągu ze stacji początkowej) lub u konduktora (w miarę wolnych miejsc). 
Wagony kuszetkowe wyposażone są zwykle w przedział konwojenta, gdzie posiada on proste zaplecze do obsługi podróżnych - sprzedaży przekąsek oraz napojów zimnych i gorących.